# Quitman (Misisipi)
Quitman es una ciudad del Condado de Clarke, Misisipi, Estados Unidos. Según el censo de 2000 tenía una población de 2.463 habitantes y una densidad de población de 183.6 hab/km².

## Demografía
Según el censo de 2000, había 2.463 personas, 975 hogares y 674 familias residiendo en la localidad. La densidad de población era de 183,6 hab./km². Había 1.097 viviendas con una densidad media de 81,8 viviendas/km². El 66,26% de los habitantes eran blancos, el 33,25% afroamericanos, el 0,08% amerindios, el 0,04% asiáticos, el 0,08% de otras razas y el 0,28% pertenecía a dos o más razas. El 0,41% de la población eran hispanos o latinos de cualquier raza.
Según el censo, de los 975 hogares en el 29,4% había menores de 18 años, el 47,9% pertenecía a parejas casadas, el 19,0% tenía a una mujer como cabeza de familia y el 30,8% no eran familias. El 28,6% de los hogares estaba compuesto por un único individuo y el 12,3% pertenecía a alguien mayor de 65 años viviendo solo. El tamaño promedio de los hogares era de 2,37 personas y el de las familias de 2,87.
La población estaba distribuida en un 24,4% de habitantes menores de 18 años, un 7,8% entre 18 y 24 años, un 22,9% de 25 a 44, un 22,5% de 45 a 64 y un 22,5% de 65 años o mayores. La media de edad era 41 años. Por cada 100 mujeres había 80,8 hombres. Por cada 100 mujeres de 18 años o más, había 75,4 hombres.
Los ingresos medios por hogar en la localidad eran de 30.469 dólares ($) y los ingresos medios por familia eran 38.311 $. Los hombres tenían unos ingresos medios de 28.250 $ frente a los 21.833 $ para las mujeres. La renta per cápita para la ciudad era de 14.789 $. El 23,3% de la población y el 16,9% de las familias estaban por debajo del umbral de pobreza. El 41,2% de los menores de 18 años y el 9,7% de los habitantes de 65 años o más vivían por debajo del umbral de pobreza.

## Geografía
Según la Oficina del Censo de los Estados Unidos, Quitman tiene un área total de 15,3 km² de los cuales 13,4 km² corresponden a tierra firme y 1,9 km² a agua. El porcentaje total de superficie con agua es 12,37%.